# Dixon (Wyoming)
Dixon és una població dels Estats Units a l'estat de Wyoming. Segons el cens del 2000 tenia 79 habitants.

## Demografia
Segons el cens del 2000, Dixon tenia 79 habitants, 41 habitatges, i 23 famílies. La densitat de població era de 217,9 habitants/km².
Dels 41 habitatges en un 19,5% hi vivien nens de menys de 18 anys, en un 51,2% hi vivien parelles casades, en un 2,4% dones solteres, i en un 43,9% no eren unitats familiars. En el 39% dels habitatges hi vivien persones soles el 14,6% de les quals corresponia a persones de 65 anys o més que vivien soles. El nombre mitjà de persones vivint en cada habitatge era d'1,93 i el nombre mitjà de persones que vivien en cada família era de 2,57.
Per edats la població es repartia de la següent manera: un 15,2% tenia menys de 18 anys, un 6,3% entre 18 i 24, un 29,1% entre 25 i 44, un 30,4% de 45 a 60 i un 19% 65 anys o més.
L'edat mediana era de 45 anys. Per cada 100 dones de 18 o més anys hi havia 139,3 homes.
La renda mediana per habitatge era de 23.750 $ i la renda mediana per família de 37.500 $. Els homes tenien una renda mediana de 35.417 $ mentre que les dones 16.250 $. La renda per capita de la població era de 15.950 $. Cap de les famílies i el 8% de la població estaven per davall del llindar de pobresa.

## Poblacions més properes
El següent diagrama mostra les poblacions més properes.